# Charles W. Lippitt
Charles Warren Lippitt, född 8 oktober 1846 i Providence i Rhode Island, död 4 april 1924, var en amerikansk politiker och guvernör i Rhode Island.

## Tidigt liv och familj
Lippitt tog examen vid Brown University. Senare arbetade han i sin fars bomulls- och ulltillverkningsbolag. Hans far Henry Lippitt var guvernör i Rhode Island 1875-1877 och hans bror Henry F. Lippitt var amerikansk senator för Rhode Island. Han gifte sig med Margaret B. Farnum den 23 februari 1886.

## Politisk karriär
Lippit var guvernör från den 29 maj 1895 till den 25 maj 1897. Han var republikan, efterträdde republikanen D. Russell Brown och efterträddes i sin tur av ytterligare en republikan: Elisha Dyer Jr.
Han kandiderade till att bli Republikanernas vicepresidentkandidat i presidentvalet 1896.
Lippitt Hall vid University of Rhode Island i Kingston har fått sitt namn efter guvernör Charles W. Lippitt.
Han avled 1924 och gravsattes på Swan Point Cemetery.